# Adrall
Adrall – miejscowość w Hiszpanii, w Katalonii, w prowincji Lleida, w comarce Alt Urgell, w gminie Ribera d’Urgellet.
Według danych INE w 2020 roku liczyła 210 mieszkańców – 106 mężczyzn i 104 kobiety. 